# Klaus Iohannis
Klaus Werner Iohannis (Sibiu, 13. lipnja 1959.) rumunjski je političar, fizičar i bivši učitelj koji je obnašao dužnost šestog predsjednika Rumunjske od 2014. do 2025. godine. Prije ulaska u politiku, Iohannis je bio učitelj fizike u Nacionalnom kolegiju Samuela von Brukenthala u rodnom  Sibiuu.
Iohannis je prvi puta izabran za gradonačelnika rumunjskog grada Sibiu 2000. godine, kao predstavnik Demokratskog foruma Nijemaca u Rumunjskoj (FDGR/DFDR). Iako je broj transilvanskih Saksonaca u Sibiuu do početka 2000-ih drastično opao na sićušnu manjinu, osvojio je iznenađujuću pobjedu te je ponovno izabran s velikom premošću 2004., 2008. i 2012. godine. Pripisuju mu se zasluge za pretvaranje svojeg rodnog grada u jednu od najpopularnijih turističkih odredišta Rumunjske; Sibiu je 2007. s Luxemburgom, proglašen Europskom prijestolnicom kulture.
U listopadu 2009. godine, četiri od pet političkih skupina u Parlamentu Rumunjske – osim Demokratsko-liberalne stranke (PDL) tadašnjeg predsjednika Traiana Băsescu – predložile su Iohannisa za kandidata za dužnost premijera Rumunjske. Iako je parlament usvojio deklaraciju kojom je izrazio podršku njegovoj kandidaturi, Băsescu je ipak odbio njegovu nominaciju. Iohannis je iste godine ponovno bio kandidat za premijera, ovaj put kao predstavnik Nacionalno-liberalne stranke (PNL) i Socijaldemokratske stranke (PSD). U veljači 2013. godine postao je član Nacionalne liberalne stranke (PNL), prihvaćajući poziv tadašnjeg liberalnog vođe Crina Antonescua, te je odmah izabran za prvog potpredsjednika stranke, a sljedeće godine postao je predsjednik PNL-a. Iohannis je preuzeo dužnost predsjednika PNL-a 2014. godine, nakon što je između 2002. i 2013. bio vođa Demokratskog foruma Nijemaca u Rumunjskoj (FDGR/DFDR). Na izborima 2014. godine izabran je za predsjednika, a potom je ponovno izabran s velikom premošću 2019. godine.
Njegov drugi mandat obilježen je povlačenjem demokracije, blagim pomakom prema neliberalizmu i autoritarnijim načinom vladavine, osobito nakon političke krize 2021. godine i formiranja Nacionalne koalicije za Rumunjsku (CNR). Suočavao se s optužbama za ograničavanje slobode govora i slobode medija. Nadalje, njegova je popularnost opala od travnja 2021. nadalje, dok je biračko tijelo sve više izražavalo nezadovoljstvo njegovim političkim ponašanjem, preferirajući Socijaldemokratsku stranku (PSD) te odbacujući njegove bivše političke saveznike (iako su neki od njih bili samo privremeni). Anketa iz lipnja 2023. godine pokazala je da više od 90 % Rumunaca nije imalo povjerenja u Iohannisa, dok je samo 8 % imalo pozitivno mišljenje o njemu. Godine 2023. Economistov indeks demokracije svrstao je Rumunjsku na posljednje mjesto u Europskoj uniji po pitanju demokracije, čak i iza Mađarske pod vodstvom Viktora Orbána. Njegov mandat produžen je zbog poništenja predsjedničkih izbora 2024. godine, no podnio je ostavku u veljači 2025. godine.
Ideološki konzervativan, Iohannis prvi je rumunjski predsjednik koji pripada etničkoj manjini, budući da je transilvanski Saksonac, član rumunjske njemačke manjine koja se nastanila u Transilvaniji tijekom visokog srednjeg vijeka.

## Vanjske poveznice

### Mrežne stranice
- Službene internetske stranice  Arhivirana inačica izvorne stranice od 17. studenoga 2014. (Wayback Machine) (rum.)
- Klaus Iohannis na Facebooku (engl.) (rum.)
- Pojavljivanja na C-SPAN-u (engl.)

### Ostali projekti
|  | Zajednički poslužitelj ima još gradiva o temi Klaus Iohannis |